# Felix Thierfelder
Fürchtegott Felix Thierfelder (* 12. Juli 1826 in Meißen; † 7. Dezember 1891 in Cölln) war ein deutscher Mediziner.

## Leben
Felix Thierfelder entstammte einer weit verzweigten Medizinerfamilie und war der zweite Sohn des Meißener Stadtphysikus Johann Gottlieb Thierfelder (1799–1867) und dessen Frau Henriette, geb. Immisch, Arzttochter aus Knauthain bei Leipzig. Sein älterer Bruder war der Geheime Obermedizinalrat Theodor Thierfelder (1824–1904); sein jüngerer Bruder war der Pathologe (Ferdinand) Albert Thierfelder (1842–1908). 
Nach dem Abitur an der Fürstenschule St. Afra zu Meißen studierte er ab 1846 Medizin an der Universität Leipzig. Am 5. Mai 1852 wurde er dort promoviert mit der Schrift „De regeneratione tendinum“ und war danach zunächst Assistenzarzt in Zwickau und Dresden.
Von 1854 bis 1871 war er als praktischer Arzt in seiner Heimatstadt Meißen tätig. 1871 wurde er Chefarzt des Stiftes Bethlehem im mecklenburgischen Ludwigslust. Seit 1. Juli 1876 trug er den Titel Medizinalrat. 1877 wechselte er an die Anstalt für Epileptiker in Königswartha (Lausitz) und war dann von 1883 bis 1890 Oberarzt an der Irrenheilanstalt Hubertusburg in Wermsdorf.
Thierfelder war verheiratet mit Anna Naumann (1827–1872), geboren zu Knauthain bei Leipzig, Tochter des Oberkatecheten und Frühpredigers an St. Petri zu Leipzig Wilhelm Naumann, und Schwester der Frau seines Bruders Theodor. In zweiter Ehe war er ab 1876 verheiratet mit Anna Lange (1840–1877), Tochter des Dresdner Kaufmanns Joh. Wilhelm Lange. Die dritte Ehefrau war ab 1878 Eleonore zur Nedden (1843–1927), geb. zu Grevesmühlen, Tochter des späteren Oberkirchenrats zu Schwerin Adolf zur Nedden. Sein Sohn Ulrich (Ernst Clemens) Thierfelder (geb. 21. Januar 1883 in Königswartha) wurde nach Studium in Rostock und Leipzig ebenfalls Arzt und praktizierte ab 1919 in Schwerin.